# Nefisa Berberović
Nefisa Berberović (* 3. Juli 1999 in Tuzla) ist eine bosnische Tennisspielerin.

## Karriere
Berberović begann mit vier Jahren das Tennisspielen. Sie spielt vorrangig auf der ITF Women’s World Tennis Tour, wo sie bislang sieben Einzel- und elf Doppeltitel gewann.
Bei den Mittelmeerspielen 2018 erreichte sie im Dameneinzel das Achtelfinale und gewann im Damendoppel zusammen mit ihrer Partnerin Dea Herdželaš die Silbermedaille.
Seit 2017 spielt Berberović für die bosnisch-herzegowinischen Fed-Cup-Mannschaft, ihre Fed-Cup-Bilanz weist bislang 7 Siege bei 2 Niederlagen aus.

## Turniersiege

### Einzel
| Nr. | Datum              | Turnier        | Kategorie   | Belag     | Finalgegnerin    | Ergebnis      |
| --- | ------------------ | -------------- | ----------- | --------- | ---------------- | ------------- |
| 1.  | 12. August 2018    | Arad           | ITF $15.000 | Sand      | Andreea Mitu     | 6:3, 0:6, 6:4 |
| 2.  | 30. September 2018 | Brno           | ITF $15.000 | Sand      | Diana Šumová     | 7:66, 6:4     |
| 3.  | 15. September 2019 | Székesfehérvár | ITF W15     | Sand      | Silvia Njirić    | 4:6, 6:4, 7:5 |
| 4.  | 20. Oktober 2019   | Tabarka        | ITF W15     | Sand      | Julija Stamatowa | 6:2, 6:2      |
| 5.  | 1. März 2020       | Monastir       | ITF W15     | Hartplatz | Alice Ramé       | 6:1, 3:6, 6:3 |
| 6.  | 8. März 2020       | Monastir       | ITF W15     | Hartplatz | Susanne Celik    | 6:2, 6:0      |
| 7.  | 21. November 2021  | Naples         | ITF W25     | Sand      | Jang Su-jeong    | 7:5, 2:6, 7:5 |

### Doppel
| Nr. | Datum              | Turnier        | Kategorie      | Belag     | Partnerin         | Finalgegnerinnen                           | Ergebnis         |
| --- | ------------------ | -------------- | -------------- | --------- | ----------------- | ------------------------------------------ | ---------------- |
| 1.  | 31. März 2018      | Hammamet       | ITF $15.000    | Sand      | Natalia Siedliska | Alba Carrillo Marín Yvonne Cavalle-Reimers | 7:65, 6:2        |
| 2.  | 28. April 2018     | Tučepi         | ITF $15.000    | Sand      | Veronika Erjavec  | Tena Lukas Saara Orav                      | 6:3, 6:3         |
| 3.  | 20. April 2019     | Tabarka        | ITF W15        | Sand      | Veronika Erjavec  | Émeline Dartron Marie Temin                | 4:6, 6:3, [10:7] |
| 4.  | 11. Mai 2019       | Tučepi         | ITF W15        | Sand      | Veronika Erjavec  | Tamara Malešević Antonia Ružić             | 6:2, 6:2         |
| 5.  | 8. Juni 2019       | Banja Luka     | ITF W15        | Sand      | Veronika Erjavec  | Barbora Miklová Elena Milovanović          | 6:1, 6:3         |
| 6.  | 14. September 2019 | Székesfehérvár | ITF W15        | Sand      | Malene Helgø      | Katarína Kužmová Laura Maluniaková         | 7:5, 6:1         |
| 7.  | 19. Oktober 2019   | Tabarka        | ITF W15        | Sand      | Silvia Njirić     | Nicole Gadient Chelsea Vanhoutte           | 6:0, 6:3         |
| 8.  | 27. Oktober 2019   | Tabarka        | ITFFebruar W15 | Sand      | Silvia Njirić     | Hanna Posnichirenko Julyette Steur         | 7:65, 6:4        |
| 9.  | 12. Dezember 2020  | Monastir       | ITF W15        | Hartplatz | Anita Husarić     | Celia Cerviño Ruiz Olivia Gram             | 6:4, 6:4         |
| 10. | 28. Mai 2022       | Tiflis         | ITF W25        | Hartplatz | Lu Jiajing        | Arlinda Rushiti Tess Sugnaux               | 6:2, 4:6, [10:7] |
| 11. | 25. August 2023    | Vigo           | ITF W25        | Hartplatz | Sarah Beth Grey   | Anastasia Abbagnato Patricija Paukštytė    | 6:3, 4:6, [11:9] |